# 持円
持円（じえん）は、室町時代の真言宗の僧。足利満詮の子。第4代将軍・足利義持より偏諱を賜って持円と名乗る。
応永20年（1413年）に地蔵院に入室して、直ちに法眼に叙される。
『大乗院寺社雑事記』文明3年（1471年）1月22日条には持円は准后であったと記されているが、宣下に関する公的記録が存在しないことや持円没後の記述であるため、実否は不明である。
寛正7年（1466年）に66歳で死去。